# آلو گوشت
آلو گوشت (اردو: آلو گوشت، بنگالی: আলু গোস্ত) یک خورش کاری گوشتی است که از شبه قاره هند گرفته شده و جزو غذاهای محبوب در پاکستان، بنگلادش و شمال هندوستان می‌باشد. و شامل سیب زمینی پخته شده با گوشت که معمولاً گوشت بره یا گوشت گوسفندی می‌باشد،
این غذا را معمولاً با برنج ساده یا نان‌هایی مانند رتی، پاراتا یا نان لواش سرو می‌کنند.
این یک غذای مورد پسند و مشهور در پاکستان هندوستان و بنگلادش است؛ و معمولاً به عنوان غذای راحتی در شبه قاره هند مصرف می‌شود.

## آماده‌سازی
روش‌های مختلفی برای تهیه آلو گوشت وجود دارد. به‌طور کلی، روش آماده‌سازی شامل جوشاندن قطعات گوشت گوسفند و سیب زمینی، با ادویه جات مختلف است.
گوشت گوسفندی به تکه‌های کوچک برش داده شده و حرارت داده می‌شود. گوشت مرغ نیز ممکن است به عنوان جایگزین برای گوشت بره استفاده شود. گوجه فرنگی، همراه با دارچین، برگ بای، زنجبیل، سیر، پودر فلفل قرمز، دانه‌های زیره سبز، پیاز سرخ شده، هل، گرم مصالح و مقداری روغن اضافه شده و هم زده می‌شوند. سیب زمینی و نمک نیز اضافه شده و در آخر آب اضافه می‌کنیم، (آب به نسبت گوشت اضافه کرده و منتظر به جوش آید. باید منتظر شوید تا غذای آلو گوشت جا بیفتد پس از آماده‌سازی، می‌توان آن را با برگ خرد شده گشنیز سرو کرد.